# فلين رايدر
يوجين فيتزهربرت -اسمه عند ولادته هوراس، ثم تغير إلى يوجين وعُرف باسمه المستعار فلين رايدر- هو شخصية خيالية من شخصيات استوديوهات والت ديزني للرسوم المتحركة، يظهر في الفيلم الخمسين من سلسلة أفلامها: رابونزل 2010، وفي الفيلم القصير رابونزل في تبات ونبات، وفي المسلسل التلفزيوني مغامرات رابونزل 2017. قام بصوت الشخصية الممثل زكاري ليفي، الذي قرر القيام بالدور بعد معرفته أنه سيؤدي دور الشخصية الغنائي. الدويتو الغنائي الذي أداه ليفي مع زميلته في الأداء الصوتي والغناء ماندي مور، في أغنية «أنا أرى النور» أصبح أول اغنية مسجلة باحترافية للممثل وأيضًا أول ظهور غنائي له.
الشخصية مستوحاة مباشرةً من شخصية الأمير في القصة الخيالية للأخوان غريم «رابونزل»، فلين هو لص هارب لجأ إلى برج رابونزل بعد سرقة التاج. ابتزته رابونزل ليأخذها إلى المملكة لتشاهد فوانيس السماء في وقت عيد ميلادها الثامن عشر، يبدأ التغيير في قلب فلين عندما يقع في حب رابونزل تدريجيًا.
لأن رابونزل المحتجزة بحاجة إلى رفيق في رحلتها خارج البرج ابتكر ناثان جرينو وبيرون هوارد شخصية فلين. كان فلين لصًا على عكس الأمير لجعل الشخصية مسلية وأكثر حدة في الطباع. كُتبت الشخصية في البداية ليكون مزارعًا، ثم عُدلت ليكون لصًا متعجرفًا مقتبسًا من شخصية هان سولو وإنديانا جونز، والممثلين جين كيلي وإيرول فلين، ومنه اقتبس اسم فلين رايدر.
انقسم النقاد حول فلين، استمتع بعض النقاد بروح الدعابة المنعشة للشخصية والتمرد والسخرية مقارنةً بغيره من أمراء ديزني، في حين وجد آخرون شخصيته مزعجة وبغيضة. إضافةً إلى اتهامه بكونه استراتيجية تسويقية استغلتها ديزني لتجذب فئة أكبر من الرجال لمتابعة رابونزل. مع ذلك، تلقت الرومانسية الكوميدية للشخصية وأداء ليفي الصوتي إشادة واسعة النطاق.

## الظهور
ظهر فيلن لأول مرة في رابونزل 2010 لصًا مطاردًا يجد برج رابونزل المعزول ويختبئ فيه بعد أن سرق التاج. وهناك تهدده رابونزل بعد أن استولت على التاج ليأخذها لمشاهدة فوانيس السماء في عيد ميلادها الثامن عشر، وكانت الأم غوثل، الوصية المتعجرفة المسيطرة عليها، غائبة. فلين يلاحقه حصان الشرطة مكسيموس، والأخوان ستابينغتون الحقودان، شريكان سابقان له، وغوثل، التي يزداد هوسها بعودة رابونزل لتستمر في الاستفادة من شعرها الذي يمنحها الحياة الابدية. في هذه الأثناء، يقع فلين في حب رابونزل ويخضع للتغير في قلبه، يعتقل الأخوان ستابينغتون فلين، ويسلمانه إلى الشرطة، التي تحكم عليه بالموت. يساعده مكسيموس على الهرب والعودة إلى برج رابونزل لإنقاذها. ومع ذلك، عند رؤيته رابونزل مقيدة ومكممة، تطعنه غوثل طعنة قاتلة. تقنع رابونزل غوثل بالسماح لها أن تعالجه، وتعدها بأن تخضع لها إن سمحت لها بمعالجته باستخدام شعرها. لكن فلين الموشك على الموت يعترض، ويفضل الموت على أن تبقى رابونزل أسيرةً عند غوثل، ويستخدم قطعة من مرآة محطمة ليقص شعرها، ما يسبب خسارته قوته وتحوله إلى اللون البني، وجعل غوثل تشيخ وتتحول إلى غبار. يموت فلين لأنه خسر دمه، لكن رابونزل تنقذه بواسطة السحر المتبقي في دمعتها. بحبه لرابونزل يخضع فلين لتغيير جذري في قلبه، إذ يتوقف عن السرقة ويعود إلى استخدام اسمه الأول يوجين.
يظهر يوجين في الفيلم القصير الذي مدته 5 دقائق رابونزل في تبات ونبات، الذي يعرض زواجه من رابونزل.
يوجين/فلين يظهر أيضًا في فيلم مغامرات رابونزل سنة 2017. تكون قصته بين الفيلم الطويل وفيلم رابونزل في تبات ونبات القصير. الذي يروي معاناة يوجين لإيجاد اللحظة المثالية كي يتقدم لخطبة رابونزل ويقرر انتظارها لتكون مستعدة. بسبب الظروف، قائد الحراس، الذي كان يكره يوجين في البداية، يتنحى عن منصبه ويرشح يوجين بدلًا منه، ما يثير دهشته. ويفكر في الموقف قبل أن يقبل اللقب، تاركًا كل ماضيه الإجرامي وراءه للأبد. في الحلقة الاخيرة، يتقدم يوجين أخيرًا لخطبة رابونزل في المكان ذاته حيث وقع في حبها، على متن قارب في بحيرة كورونا.